# Solus
Solus (in precedenza SolusOS) è una distribuzione GNU/Linux sviluppata in Irlanda.
È caratterizzata dall'uso dell'ambiente desktop "Budgie", realizzato dagli stessi programmatori della distribuzione.

## Storia
Nacque nel 2011 con il nome di "SolusOS" ed inizialmente era basata su Debian; all'inizio del 2012 venne pubblicata la versione 1.0, chiamata "Eveline". Usava l'ambiente grafico GNOME e aveva preinstallati una serie di programmi e codec multimediali più usati dagli utenti comuni.
La versione 1.1 venne invece pubblicata il 1º giugno del 2012. Utilizzava un kernel personalizzato con firmware proprietari già inclusi ed inoltre tutti i software presenti erano stati aggiornati all'ultima versione; al 17 agosto risale la versione 1.2, che includeva il supporto non-PAE.
Dopo questi aggiornamenti, la distribuzione venne resa indipendente da Debian. L'ambiente grafico predefinito di questa versione era Consort, un fork di GNOME 3 in modalità fallback, molto simile all'interfaccia grafica di GNOME 2, ma nel 2013 lo sviluppo ne venne interrotto, insieme a quello dell'intera distribuzione. Nel 2014, gli sviluppatori decisero di continuare il progetto sotto il nome di "Evolve OS", cambiato subito dopo con quello di "Solus". Le versioni successive sono elencate nel paragrafo qui sottostante.

## Versioni
- Solus 1.0 "Shannon" - Viene introdotto un nuovo ambiente desktop chiamato Budgie.[1]
- Solus 1.1 - Miglioramenti vari e alcuni bug fixing.
- Solus 1.2 - Vengono inserite alcune modifiche al fine di migliorare l'esperienza utente.
- Solus 1.2.0.5 - Bug fixing.
- Solus 1.2.0.7 - Migliorata la gestione delle applets e introdotta una di quest'ultime dedicata al cambio sessione utente ed allo spegnimento del PC.
- Solus 1.2.1 - Vengono aggiunti: la criptazione completa del disco mediante LUKS (Linux Unified Key Setup), il supporto per l'LVM (Logical Volume Management), il supporto per le OpenGL 4.5 e il kernel Linux viene aggiornato alla versione 4.8.2. In più sono stati aggiunti nuovi programmi da installare al Software Center e ora Solus possiede anche nuovi artwork prodotti dalla Twisted Pixels Photography. A partire da questa versione inoltre, date le richieste degli utenti, ne viene realizzata un'altra che utilizza l'ambiente desktop MATE.
- Solus 2017.01.01.0 - Viene aggiornato l'ambiente desktop Budgie alla versione 10.2.9 e introdotto il supporto a Flatpack. Essendo una rolling release anche il kernel viene aggiornato alla versione 4.9.20. In conclusione sono stati aggiornati i driver Nvidia e vari pacchetti di sistema, seguiti dalla risoluzione di alcuni bug e problemi generali.[2][3]
- Solus 2017.04.18.0 - È stato pubblicato il 18 aprile 2017.[4][5]
- Solus 3 - Il kernel Linux è stato aggiornato alla versione 4.12.7 (ciò ha comportato migliorie hardware per AMD, Intel e Nvidia), Mesa passa alla versione 17.1.6 e viene introdotto per la prima volta il supporto allo Snap packaging. L'ambiente desktop Budgie introduce la Dock Mode, migliora la funzione Night Light e si arricchisce dei pannelli verticali. Infine sono state aggiornate all'ultima versione tutte le applicazioni presenti nei repository di Solus ed è stata creata una nuova versione di Solus che utilizza l'ambiente grafico GNOME.[6][7][8]
- Solus 3.9999 (Solus 3 ISO Refresh) - È stato pubblicato il 20 dicembre 2018.[9]
- Solus 4 "Fortitude" - È stato pubblicato come un importante aggiornamento e comprende un nuovo desktop Budgie aggiornato e basato su GTK, Firefox 65, LibreOffice 6.2, il kernel Linux 4.20.16, GNOME MPV 0.16 e Mesa 19.0.[10]
- Solus 4.1 - È stato pubblicato il 25 gennaio 2020.[11]
- Solus 4.2 - È stato pubblicato il 3 febbraio 2021.[12]
- Solus 4.3 - È stato pubblicato l'11 luglio 2021.[13]
- Solus 4.4 "Harmony" - È stato pubblicato l'8 luglio 2023.[14]
- Solus 4.5 "Resilience" - È stato pubblicato l'8 gennaio 2024 e include il nuovo installer Calamares, PipeWire quale sostituto di PulseAudio e Xfce desktop environment.[15][16]

## Caratteristiche
Originariamente basata su Debian viene sviluppata seguendo il progetto Linux from Scratch. Utilizza un proprio gestore pacchetti denominato eopkg, una versione modificata di PiSi utilizzato da Pardus, ed un proprio ambiente desktop appositamente realizzato dagli sviluppatori per la distribuzione, detto Budgie, il quale utilizza il toolkit GTK. I componenti principali di questo ambiente grafico sono il menù Brisk, sviluppato inizialmente solo per l'ambiente grafico Budgie per poi essere portato anche su MATE, e un pannello laterale (detto Raven), che consente di accedere a tutte le impostazioni di sistema e personalizzazione.
La distribuzione è disponibile solamente per PC con processori x86-64.